# Маринин, Сергей Владимирович
Серге́й Влади́мирович Мари́нин (4 ноября 1971, Ульяновск) — российский государственный и политический деятель. Депутат Государственной Думы ФС РФ VI и VII созывов, член комитета по международным делам. Член фракции ЛДПР.

## Биография
Сергей Маринин родился 4 ноября 1971 года в Ульяновске.
В 2004 году получил высшее образование по специальности «бухгалтерский учет и аудит» в Ульяновской государственной сельскохозяйственной академии. В 2010 году прошёл переподготовку в Российской академии государственной службы при президенте РФ. Работал в автомобильной дилерской компании «Симбирск — Лада» в должности заместителя директора.

### Законодательное собрание области Ульяновской области
В декабре 2003 года участвовал в выборах депутатов Законодательного собрания Ульяновской области в составе списка ЛДПР. Выдвигался в депутаты как временно неработающий.
По результатам распределения мандатов был избран депутатом Законодательного собрания Ульяновской области III созыва.
С января 2004 года являлся председателем комитета по правам человека и обращениям граждан.
В марте 2008 года вновь участвовал выборах депутатов Законодательного собрания Ульяновской области по списку ЛДПР, в результате распределения мандатов был избран депутатом Законодательного собрания Ульяновской области IV созыва. В законодательном собрании являлся членом мандатной комиссии. В 2011 году досрочно сложил депутатские полномочия.
В декабре 2010 года был назначен руководителем Ульяновской региональной организации ЛДПР.

### Государственная дума
На состоявшихся 4 декабря 2011 года выборах в Государственную думу VI созыва баллотировался в составе списка кандидатов ЛДПР, по итогам распределения мандатов был избран депутатом. В Госдуме VI созыва был избран заместителем председателя комитета по земельным отношениям и строительству.
В июне 2016 года Маринин был выдвинут на выборах губернатора Ульяновской области от ЛДПР.
Прошёл муниципальный фильтр и был зарегистрирован. По итогам выборов занял третье место, набрав 6,57 % голосов.
Также в июне 2016 года на выборах в Государственную думу VII созыва был зарегистрирован список кандидатов от ЛДПР, Маринин баллотировался по списку от Ульяновской области. По итогам состоявшегося 18 сентября 2016 года голосования список ЛДПР набрал 13,14 % голосов и партия получила 34 мандата. При распределении мандатов один мандат получил Маринин.
В Госдуме VII созыва состоял в комиссии по вопросам контроля за достоверностью сведений о доходах, об имуществе и обязательствах имущественного характера, представляемых депутатами Государственной Думы, мандатным вопросам и вопросам депутатской этики (заместитель председателя комиссии) и в комитете по международным делам (член комитета).